# Sociedad Astronómica de España y América
La Societat Astronòmica d'Espanya i Amèrica va ser fundada el 1911 per l'astrònom català Josep Comas i Solà, primer director de l'Observatori Fabra de Barcelona. L'entitat edita una revista i un butlletí, fa estudis astronòmics i elabora software.
Entre les fites de l'entitat hi ha l'organització d'una Exposició Internacional d'Astronomia i Ciències Afins el 1921, amb motiu del seu desè aniversari, i l'organització de diversos estants a l'Exposició Universal de Barcelona del 1929.
El desembre de 1960 era una de les sis agrupacions astronòmiques amateurs actives, juntament amb Aster (fundada el 1948), Agrupación Astronómica de Ibiza (1957), Agrupación Astronómica de Roda de Ter (1959), Agrupación Astronómica de Sabadell (1960) i Pro Divulgación Astronómica (1936).